# Charles Thomas Newton

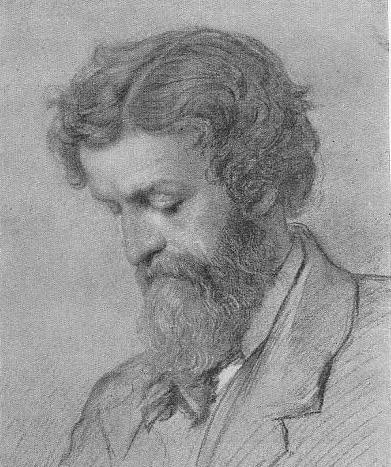
Sir Charles Thomas Newton

Sir Charles Thomas Newton (* 15. September 1816 in Clungenford, Shropshire; † 28. November 1894 in Westgate-on-Sea, Kent) war ein britischer Klassischer Archäologe.

## Leben
Newton besuchte die Shrewsbury School und studierte seit 1833 am Christ Church College in Oxford (1837 B.A., 1840 M.A.). Hier freundete er sich auch mit John Ruskin an. Von 1840 bis 1852 arbeitete er als Assistent am British Museum in London. Von Mai 1852 bis 1860 war er britischer Vizekonsul in Mytilene auf Lesbos, allerdings ging er im März 1853 nach Rhodos, um dort Ausgrabungen durchzuführen. Dort blieb er bis Dezember und kehrte dann für mehrere Monate nach England zurück; erst Ende Juni 1854 traf er wieder auf Lesbos ein.
1860 war er kurzzeitig britischer Konsul in Rom. Mit der Neuschaffung einer eigenen Abteilung für klassische Antiken am British Museum wurde Newton im Januar 1861 erster Keeper of Greek and Roman Antiquities, diese Position behielt er bis 1885. Am 27. April 1861 heiratete er die Malerin Ann Mary Severn. Von 1880 bis 1888 unterrichtete er auch als erster Yates Professor of Classical Art and Archaeology am University College der Universität London. 1887 wurde er durch Ernennung zum Knight Commander des Order of the Bath in den persönlichen Adelsstand erhoben („Sir“). 1876 wurde er zum auswärtigen Mitglied der Bayerischen und 1877 der Göttinger Akademie der Wissenschaften gewählt. Seit 1876 war er korrespondierendes Mitglied der Russischen Akademie der Wissenschaften in Sankt Petersburg.
Während seiner Assistententätigkeit am British Museum arbeitete er vor allem in der Münzsammlung, in dieser Zeit (1846) erwarb das Museum auch Teile der Reliefs vom Mausoleum von Halikarnassos. Während seiner Zeit als Konsul in der Ägäis konnte Newton zahlreiche Grabungen an der türkischen Westküste durchführen. So gelang es ihm, von 1856–58 das Mausoleum von Halikarnassos in Teilen freizulegen und die restlichen Skulpturen nach London zu senden. 1857–59 grub er in Didyma, wo er besonders die archaischen Sitzstatuen der Branchidai für das British Museum sichern konnte, sowie in Knidos, auch hier konnte er zahlreiche Skulpturen für das British Museum erwerben. Hauptzweck seiner Grabungen war die Auffindung von Funden für das Museum, eine Grabungsmethodik war ihm fremd, die Dokumentation der Grabungen ungenügend. Als Leiter der Antikenabteilung gelang ihm der Ausbau der Sammlung durch den Erwerb zahlreicher Privatsammlungen, er konnte die Elgin Marbles und die Skulpturen vom Mausoleum neu aufstellen. Er publizierte mit Samuel Birch den ersten Katalog der Vasen des British Museums (1851–70) sowie den Katalog der griechischen Inschriften des Museums (1874–90).

## Schriften
- mit Richard Popplewell Pullan: A history of discoveries at Halicarnassus, Cnidus and Branchidae. 2 Bände. Day, London 1862–1863 (Band 1: Digitalisat)